# Get Lamp

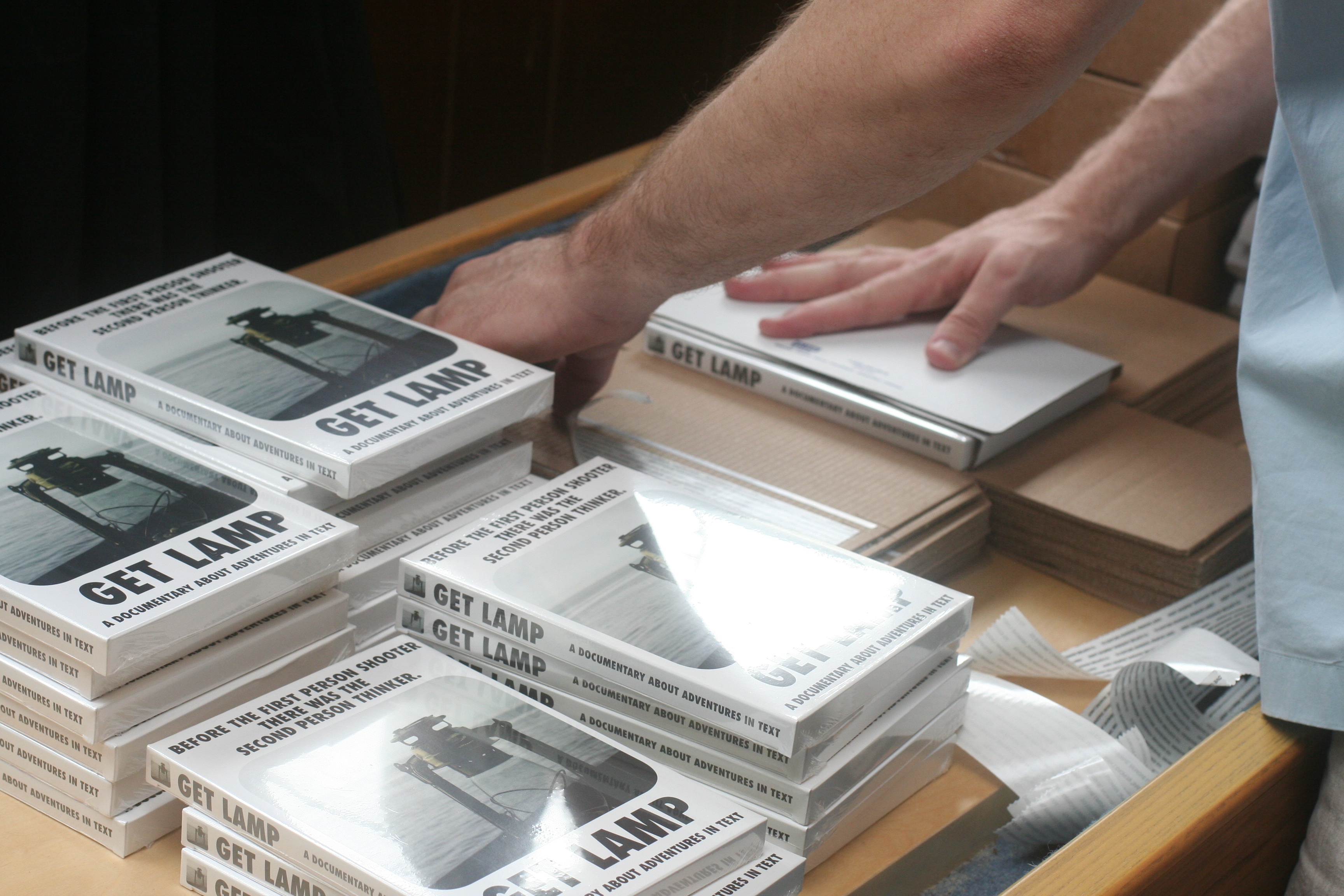
Une personne qui embale le film GET LAMP.

 (avril 2019).
Si vous disposez d'ouvrages ou d'articles de référence ou si vous connaissez des sites web de qualité traitant du thème abordé ici, merci de compléter l'article en donnant les références utiles à sa vérifiabilité et en les liant à la section « Notes et références ».
Get Lamp est un documentaire sur la fiction interactive (un genre qui inclut les aventures textuelles) filmé par l'historien informaticien Jason Scott de textfiles.com. Scott a mené les entretiens entre février 2006 et février 2008, et le documentaire a été publié en juillet 2010.

## Description
Le documentaire et ses heures d'épisodes et de séquences bonus contiennent du matériel provenant d'environ 80 interviews de développeurs, de concepteurs et de joueurs de fiction interactive. Le film bonus inclut un documentaire de près de 50 minutes sur Infocom, l'éditeur commercial de fiction interactive le plus connu. La sortie du DVD comprenait des photographies, des essais et une pièce de collection. 
Get Lamp est sous licence Creative Commons Attribution-Sharealike-Non Commercial. 
La séquence d'interview brute est hébergée sur Internet Archive. 
Le nom « Get Lamp » provient de la première collecte d'inventaire dans le tout premier jeu d'aventure, Colossal Cave Adventure (1975) de Will Crowther, plus communément appelé tout simplement Adventure. La lampe apparaît comme une sorte d’œuf de Pâques dans chaque interview. Le film commence par une visite d'une partie du système réel de Mammoth Cave dans le Kentucky, sur lequel Adventure était basé. Zoë Blade (qui a commencé à écrire des fichiers Amiga .MOD) et Tony Longworth font partie de la bande originale.